# 31e parallèle sud
Pour les articles homonymes, voir 31e parallèle.
En géographie, le 31e parallèle sud est le parallèle joignant les points de la surface de la Terre dont la latitude est égale à 31° sud

## Géographie

### Dimensions
Dans le système géodésique WGS 84, au niveau de 31° de latitude sud, un degré de longitude équivaut à 95,504 km ; la longueur totale du parallèle est donc de 34 381 km, soit environ 86 % de celle de l'équateur. Il en est distant de 3 431 km et du pôle Sud de 6 571 km,.

### Régions traversées
Le 31e parallèle sud passe au-dessus des océans sur environ 80 % de sa longueur.
Le tableau ci-dessous résume les différentes zones traversées par le parallèle, d'ouest en est :
| Zone             | Début                 | Fin                   | Longueur (km) |
| ---------------- | --------------------- | --------------------- | ------------- |
| Océan Atlantique | 31° 00′ S, 50° 42′ O  | 31° 00′ S, 17° 41′ E  | 6 531         |
| Afrique          | 31° 00′ S, 17° 41′ E  | 31° 00′ S, 30° 16′ E  | 1 202         |
| Océan Indien     | 31° 00′ S, 30° 16′ E  | 31° 00′ S, 115° 19′ E | 8 123         |
| Australie        | 31° 00′ S, 115° 19′ E | 31° 00′ S, 153° 02′ E | 3 602         |
| Océan Pacifique  | 31° 00′ S, 153° 02′ E | 31° 00′ S, 71° 39′ O  | 12 923        |
| Amérique         | 31° 00′ S, 71° 39′ O  | 31° 00′ S, 51° 29′ O  | 1 926         |
| Lagoa dos Patos  | 31° 00′ S, 51° 29′ O  | 31° 00′ S, 50° 58′ O  | 49            |
| Amérique         | 31° 00′ S, 50° 58′ O  | 31° 00′ S, 50° 42′ O  | 25            |

## Villes
Les principales villes situées à moins d'un demi-degré de part et d'autre du parallèle sont :
- Argentine : Córdoba
- Chili : Coquimbo